# テンビリオン

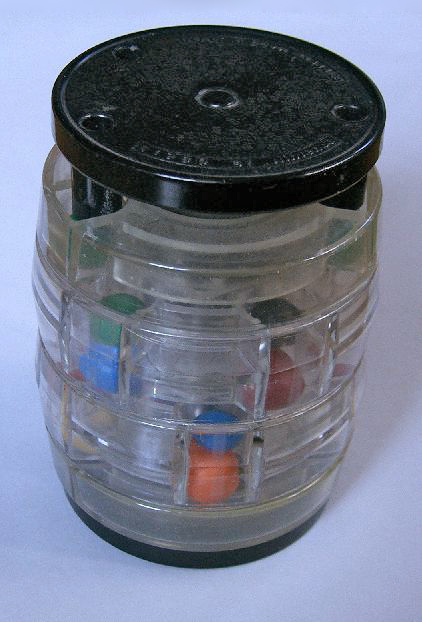
テンビリオン

テンビリオンは、1980年に任天堂が発売した樽のような形状をしたパズルタイプの玩具。発案者は横井軍平。

## 概要
透明なドラム（ドーナツ状の部品）が4個一体となっており、中にプランジャー（芯）が入っている。両端に3つの突起がついた黒い蓋がはめられ、全体は樽のような形状をしている。各ドラムの内周には球が入るスペースがあり、内側の2つのドラムにはそれぞれプランジャーと平行に球2個分のスペースが等間隔に5か所、一番上と下のドラムは球1個分のスペースが3か所だけある。蓋の3つの突起はちょうどこの外側のドラムのスペースに入るようになっている。球は赤、橙、黄、緑、青の5色の球が各4個と、黒の球が3個の23個入っている。
内側2つのドラムは自由に回転させることができ、またプランジャーを上下に動かすことで、端のドラムのスペースに入っている球を押し出し、内側のドラムにある球を1個分だけずらすことができる。これらの操作でドラムの中の球を移動させ、最終的に5色の球を同色5列に並べることで完成する。

## 経緯
1980年当時はルービックキューブが世界的なブームの最中で、数多くのメーカーが類似品を発売していた。任天堂も、ルービックキューブと同じコンセプトだが、中の球を動かすという新しい発想を盛り込んだテンビリオンを発売した。
大多数の類似品がほとんど売れることなく姿を消していった中で、テンビリオンはルービックキューブまでとはいかないものの、世界中で多くの売り上げを記録しヒット商品となった。
ドイツでは「Teufelstonne（悪魔の樽）」という名前で発売され大ヒットとなり、数多くの類似品や解法を記した攻略本が発売されるほどのブームとなった。詳細はドイツ語版を参照。
日本ではルービックキューブブームの終焉に伴い姿を消していった。しかし今でも根強いファンが存在し、解法を研究し情報交換をおこなっていたり、Javaでテンビリオンを模したパズルゲームを製作しインターネット上で公開しているファンもいる。
テンビリオンという名前は「100億（ten billion）通り以上の球配置の組み合わせがある」ことに由来すると言われており、製品パッケージにも「100億とおり以上の組み合わせ」と表示されている。インタビューで横井は「とにかくたくさんの組み合わせがある」ことを強調したいがためだけに命名したと語っており、実際どれだけの組み合わせがあるかは横井自身も把握していなかったという。
その後多くの研究者によって組み合わせの計算がなされ、理論上の球配置の組み合わせは4兆5,092億6,463万4,875通りであることが判明している。
なお、横井は「ルービックキューブの真似」・「片手間の端でやったもの」と語っており、自身解き方をまるでわかっていないとも語っている。

## 関連製品

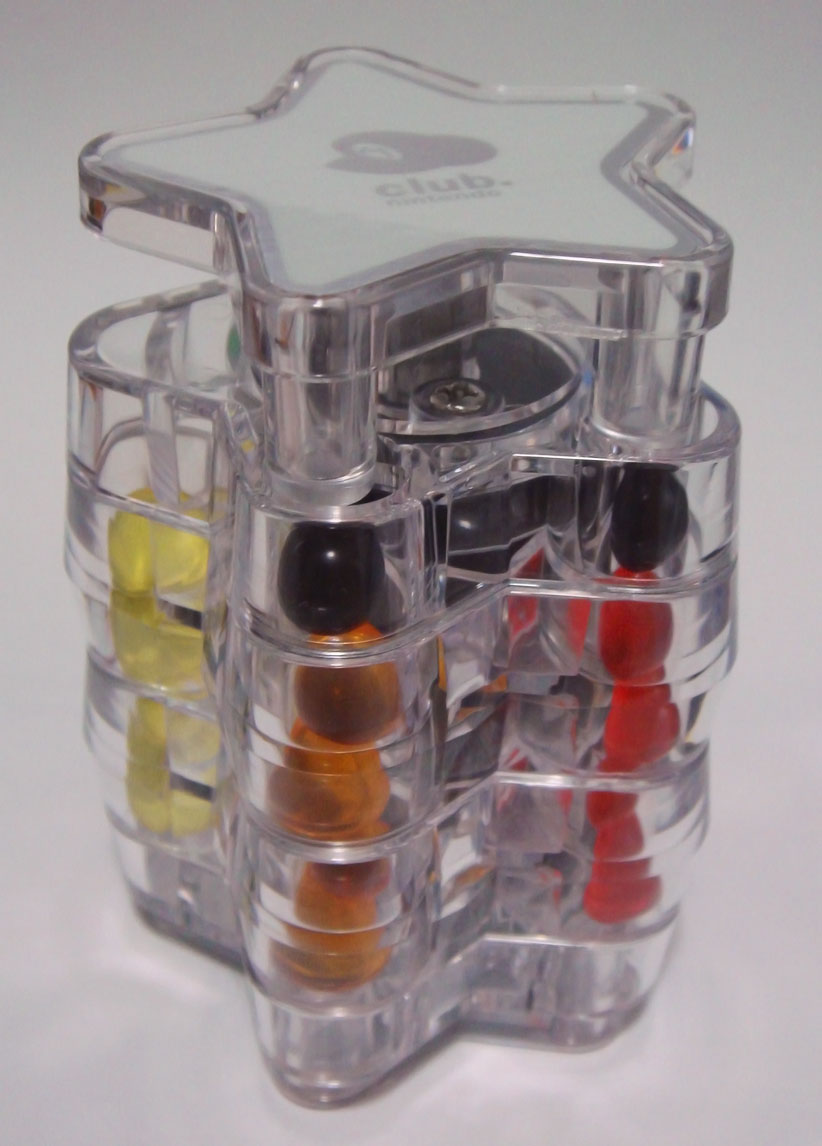
スターテンビリオン
任天堂が運営していた会員サービス「クラブニンテンドー」で会員向けポイント交換用景品として2007年9月19日より提供が開始されたテンビリオンのリメイク版。『スター』の名の通り形が星型に変わり、球も透明になった。2013年に生産終了しカタログから削除された。
とびだせ どうぶつの森
2012年に発売された任天堂のゲームソフト。テンビリオンが家具アイテムのひとつとして登場する。
メイド イン ワリオ ゴージャス
2018年に発売された任天堂のゲームソフト。テンビリオンをモチーフにしたミニゲームが収録されている。